# Ole Gunnar Solskjær
Ole Gunnar Solskjær (IPA [ˈuːlə ˈɡʉnːɑr ²suːlʂær] ; Kristiansund, 26 febbraio 1973) è un allenatore di calcio ed ex calciatore norvegese, di ruolo attaccante, tecnico del Beşiktaş.
Dopo aver militato in patria nel Clausenengen e nel Molde, all'età di ventitré anni è stato acquistato dagli inglesi del Manchester United per circa due milioni di euro; con la maglia dei Red Devils ha realizzato centoventisei reti in dodici stagioni, conquistando quindici trofei.

## Biografia
Solskjær visse i suoi anni inglesi a Bramhall, assieme alla moglie Silje e ai suoi tre figli Noah, Karna ed Elijah. Si trasferì poi nella natia Kristiansund quando diventò allenatore del Molde.
Il 27 marzo 2008 divenne il cavaliere più giovane dell'Ordine di Sant'Olav del Regno di Norvegia. L'onorificenza fu conferita al giocatore "per meriti umanitari, per il suo modo di essere e per l'esempio che rappresenta per i giovani e per i bambini", come dichiarò Egil Vindorum, il capo del palazzo di Cancelleria di Oslo. La cerimonia di investitura avvenne in sede privata a Kristiansund, in presenza di Harald V di Norvegia.
Nel 2009 il parlamento norvegese gli assegnò l'annuale premio Peer Gynt per il suo lavoro come ambasciatore dello sport e per il grande impegno sociale.
Nel 2010 The Sunday Times pubblicò la lista degli allenatori più ricchi della Gran Bretagna e Solskjær fu inserito nella classifica, con un patrimonio stimato in 10 000 000 di sterline.

## Caratteristiche
Impiegato come ala oppure da centravanti, si caratterizzava per tecnica, agilità e freddezza sotto rete, nonché per l'abilità di subentrare a partita in corso e andare in gol nei minuti finali in quanto rapace in area, tanto da venire soprannominato dai media inglesi Baby-faced Assassin (l'assassino dalla faccia da bambino) per l'aspetto giovanile e i suoi goal "mortali" nei finali di gara.

## Carriera

### Giocatore

#### Club

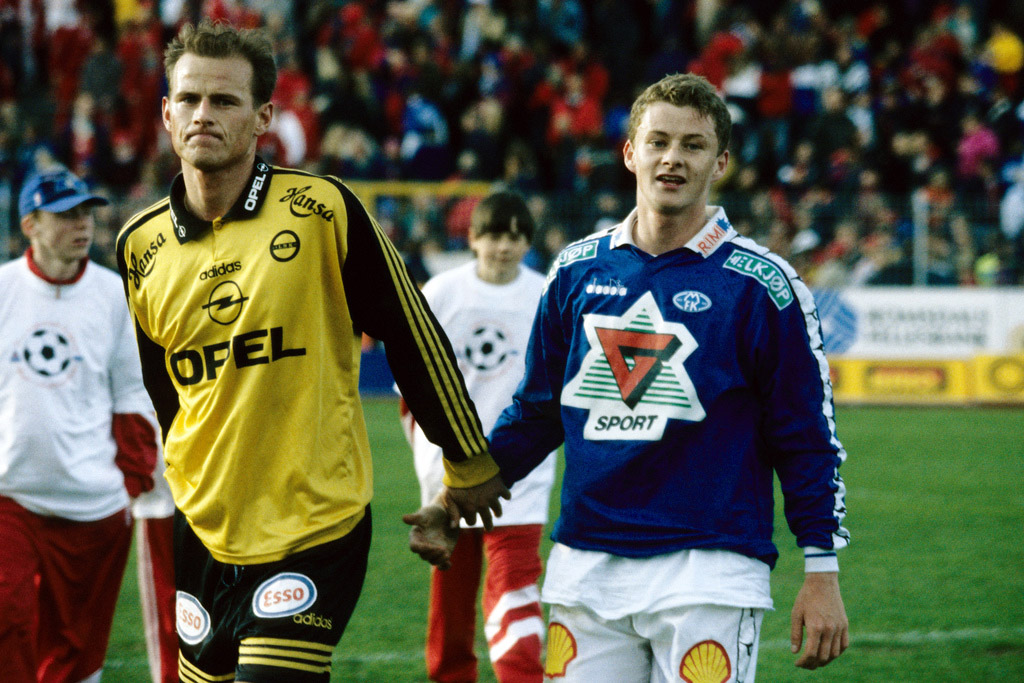
Solskjær (a destra) accanto a Ståle Solbakken ai tempi del Molde

Solskjær iniziò la carriera con la maglia del Clausenengen, squadra della sua città natale. Ma nonostante la poca visibilità del club, militante nelle serie inferiori del campionato norvegese, il suo fiuto del gol non passò inosservato.
Solskjær arrivò tardi nella massima divisione norvegese: fu infatti acquistato dal Molde per il campionato 1995. Esordì nell'Eliteserien il 22 aprile, segnando una doppietta nel 6-0 inflitto al Brann. In vantaggio per 4-0 all'intervallo, l'allenatore Åge Hareide ordinò ai suoi calciatori di fermarsi, ma nonostante questo il Molde realizzò altri 2 gol, con Solskjær a fissare il punteggio sul risultato finale. In questa sua prima stagione, realizzò 20 reti e contribuì a portare il Molde ad un sorprendente secondo posto finale. Nella classifica dei marcatori, fu preceduto soltanto da Harald Martin Brattbakk. Il tridente composto dallo stesso Ole Gunnar Solskjær, Ole Bjørn Sundgot e Arild Stavrum fu soprannominato tre S-ene (in italiano, le tre S).
Nella stagione seguente, mantenne il suo score e realizzò 11 reti in 16 incontri di campionato.
Nel 1996 Solskjær fu acquistato dal Manchester Utd, in cambio di £ 1 500 000 (cifra record per il calcio norvegese all'epoca). In Inghilterra, il suo arrivo fu una sorpresa, poiché praticamente sconosciuto ai più e perché fu l'alternativa al calciatore del Blackburn e della Nazionale inglese Alan Shearer, che finì poi al Newcastle Utd per 15.000.000 di sterline. In patria, invece, il suo trasferimento fu accolto con un'iniziale diffidenza, poiché l'alto numero di calciatori offensivi dei Red Devils fece presagire un esiguo minutaggio per l'attaccante norvegese, così come accadde a Frank Strandli al Leeds United, pochi anni prima. Solskjær ebbe però la pazienza di lavorare e aspettare la sua occasione, che arrivò il 25 agosto: entrò in campo nella sfida contro il Blackburn, realizzando la rete del definitivo 2-2. Divenne così la prima riserva del Manchester United, alle spalle dei titolari Éric Cantona ed Andy Cole, acquistando con il tempo lo status di "super-riserva". Appena arrivato, scelse la casacca numero 20, che portò per l'intera carriera.
Solskjær segnò 18 reti nella sua prima stagione, nel solo campionato, contribuendo in questo modo alla vittoria del titolo. I media britannici lo soprannominarono The Baby-Faced Assassin, per il suo aspetto molto giovanile e per il fatto che fosse "spietato" sotto porta. Fu considerato, come detto, una "super-riserva", poiché veniva schierato spesso soltanto negli ultimi minuti di gioco, riuscendo comunque a segnare tante reti anche con un minutaggio esiguo. Alex Ferguson sottolineò come Solskjær studiasse il gioco anche dalla panchina. È ricordato anche per la quaterna siglata al Nottingham Forest negli ultimi 12 minuti, nella partita che lo United vinse per 8-1. Il norvegese segnò anche la rete della vittoria nella finale di Champions League 1998-1999, permettendo ai Red Devils il raggiungimento del treble.
Dopo alcune altre annate come riserva, ebbe una chance di giocare da titolare nella stagione 2001-2002, in un tandem con Ruud van Nistelrooij e forzando di fatto alla panchina Dwight Yorke ed Andy Cole. L'anno seguente, questi ultimi lasciarono Old Trafford, e il reparto offensivo dei Red Devils fu formato dal norvegese, da van Nistelrooy e Diego Forlán. Ferguson scelse però di puntare su Paul Scholes, che supportò l'olandese nell'attacco del club mancuriano.
Solskjær ritrovò spazio con l'infortunio di David Beckham, perché Ferguson lo schierò in posizione di ala destra. Il calciatore dimostrò di essere in grado di fornire ottimi assist, andando anche a segno con regolarità. Fu selezionato anche per incontri importanti, quale la sfida contro l'Arsenal e per i quarti di finale di Champions League contro il Real Madrid. Fu capitano per un certo numero di match.
All'inizio della stagione 2003-2004 si ritrovò come prima scelta nel ruolo di ala destra. Un infortunio al ginocchio contro il Panathīnaïkos, in data 16 settembre 2003, lo tenne però fuori dai campi fino al febbraio successivo. Fu il migliore in campo nella semifinale di FA Cup, contro l'Arsenal. Giocò anche la finale della competizione, vinta dai Red Devils. Solskjær fu però costretto ad operarsi al ginocchio nell'agosto 2004, saltando interamente l'annata successiva. Una volta recuperato, il trentaduenne calciatore ebbe difficoltà a ritagliarsi uno spazio nell'attacco del Manchester United.
Dovette attendere il 5 dicembre 2005 per rientrare in campo, giocando una partita della squadra riserve tra United e Liverpool. Ci furono 2.738 spettatori a dare il bentornato a Solskjær, superando consistentemente la media di pubblico per un incontro tra squadre riserve. Il 28 dicembre tornò a giocare nella prima squadra, nella sfida contro il Birmingham City. Giocò il primo match dall'inizio in una partita di FA Cup disputata contro il Burton Albion, ad oltre un anno di distanza dall'ultima, in cui indossò per la prima volta la fascia di capitano. Il Manchester United fu costretto al replay e, nell'occasione, il norvegese tornò ad indossare la fascia da capitano. Il suo ritorno verso la piena forma proseguì lentamente, disputando gare con la formazione delle riserve dei Red Devils fino a quando, l'8 marzo 2006, si ruppe uno zigomo in uno scontro di gioco con Ugo Ehiogu del Middlesbrough. Nonostante gli fosse stata paventata la possibilità di aver concluso anticipatamente la stagione, tornò in campo in occasione di un match contro il Sunderland.
Solskjær giocò bene nel pre-stagione successivo, facendo riconsiderare a Ferguson l'ipotesi di acquistare un nuovo attaccante. Il 23 agosto 2006 tornò all'azione in Premier League, segnando anche una rete contro il Charlton Athletic (prima rete in campionato da aprile 2003). Il 13 settembre segnò al Celtic, in un match valido per la Champions League 2006-2007, tornando così al gol ad Old Trafford. Continuò la sua striscia di marcature contro Newcastle United, Wigan Athletic e Crewe Alexandra. Dopo aver subito un altro infortunio, tornò al gol nel Boxing Day, ancora contro il Wigan. In seguito, siglò altre reti ai danni di Reading e Aston Villa.
Dopo un altro incontro con il Reading, Solskjær dovette affrontare un'altra operazione al ginocchio, sebbene meno seria delle precedenti: rimase fuori dai giochi per un mese. Tornò per l'incontro con il Blackburn del 31 marzo 2007, entrando in campo a partita in corso e segnando la rete del definitivo 4-1 in favore dei Red Devils. Giocò la finale di FA Cup 2006-2007 contro il Chelsea, che si rivelò poi essere l'ultima partita della sua carriera, con i Blues che si imposero per 1-0.
Il 5 giugno 2007 fu reso noto che avrebbe dovuto affrontare un'altra operazione al ginocchio, a causa di un problema avuto in allenamento con la sua Nazionale. L'operazione fu un successo, ma Solskjær non riuscì più a riprendersi completamente. Il 27 agosto annunciò così il suo addio all'attività agonistica. Il 4 settembre raccolse un'ovazione dai suoi tifosi ad Old Trafford.
Al momento del suo ritiro era detentore del primato di maggior numero di reti realizzate per il Manchester United, partendo dalla panchina: 28.
Il 2 agosto 2008 si giocò la sua partita d'addio al calcio: la partita si disputò all'Old Trafford, contro l'Espanyol. Solskjær entrò in campo a metà del secondo tempo, in sostituzione di Fraizer Campbell. Alla fine della gara, salutò gli oltre 68 000 spettatori con un discorso, nel quale ringraziò lo staff, i compagni di squadra, i tifosi e la famiglia.
Tra campionato e coppe realizzò 126 reti in 366 presenze con il Manchester United.

#### Nazionale
Solskjær giocò 19 partite realizzando 13 goal con la selezione under-21 norvegese. Con la nazionale maggiore (con cui esordì nell'amichevole pareggiata per 1-1 contro la Giamaica, andando anche in goal) invece disputò 67 partite con 23 reti all'attivo, partecipando ai Mondiali del 1998 e a Euro 2000.

### Allenatore

#### Gli inizi
Solskjær firmò il suo ultimo contratto da giocatore il 31 marzo 2006, con la possibilità di sviluppare le sue abilità manageriali. Fu anche ambasciatore della squadra e giocò a calcio con i ragazzi della scuola calcistica del Manchester United a Hong Kong, sempre nello stesso anno. Intervistato da Setanta Sports ad agosto 2007, manifestò la volontà di diventare allenatore al termine della carriera da giocatore. Successivamente al ritiro, infatti, Solskjær lavorò per Alex Ferguson: allenò gli attaccanti per il resto della stagione 2007-2008.
Il 20 maggio 2008 fu annunciato il suo nuovo incarico di allenatore della squadra riserve dei Red Devils. Vinse la Lancashire Senior Cup 2007-2008 grazie a una vittoria in finale per 3-2 sulle riserve del Liverpool. Il 12 maggio 2010 vinse la sua prima Manchester Senior Cup, grazie a un successo per 1-0 sulle riserve del Bolton al Reebok Stadium.
Poco dopo l'abbandono di Åge Hareide alla panchina della nazionale norvegese, Solskjær fu contattato per prenderne il posto. L'ex attaccante rifiutò però la proposta, dichiarando che non fosse ancora, per lui, il momento per diventare il commissario tecnico della selezione scandinava. L'ultima gara di Solskjær come allenatore della squadra riserve del Manchester United è datata 16 dicembre 2010, nella vittoria per 5-1 sul Newcastle.

#### Molde e Cardiff City
Il 9 novembre 2010 firmò un contratto quadriennale con il Molde, diventando il nuovo tecnico della squadra per la quale aveva giocato prima del Manchester United.
La prima partita ufficiale della squadra fu la sconfitta 3-0 in casa del neopromosso Sarpsborg 08. Per la prima vittoria, dovette attendere il 17 aprile: il Molde si impose per 3-2 sullo Stabæk. Venne eliminato ai quarti di finale della Coppa di Norvegia dal Fredrikstad e si aggiudicò il campionato, grazie al suo calcio veloce e propositivo. Nello stesso anno, ricevette il premio Kniksen come miglior allenatore del campionato. Alla guida del Molde, vinse anche il campionato 2012 e il Norgesmesterskapet 2013.

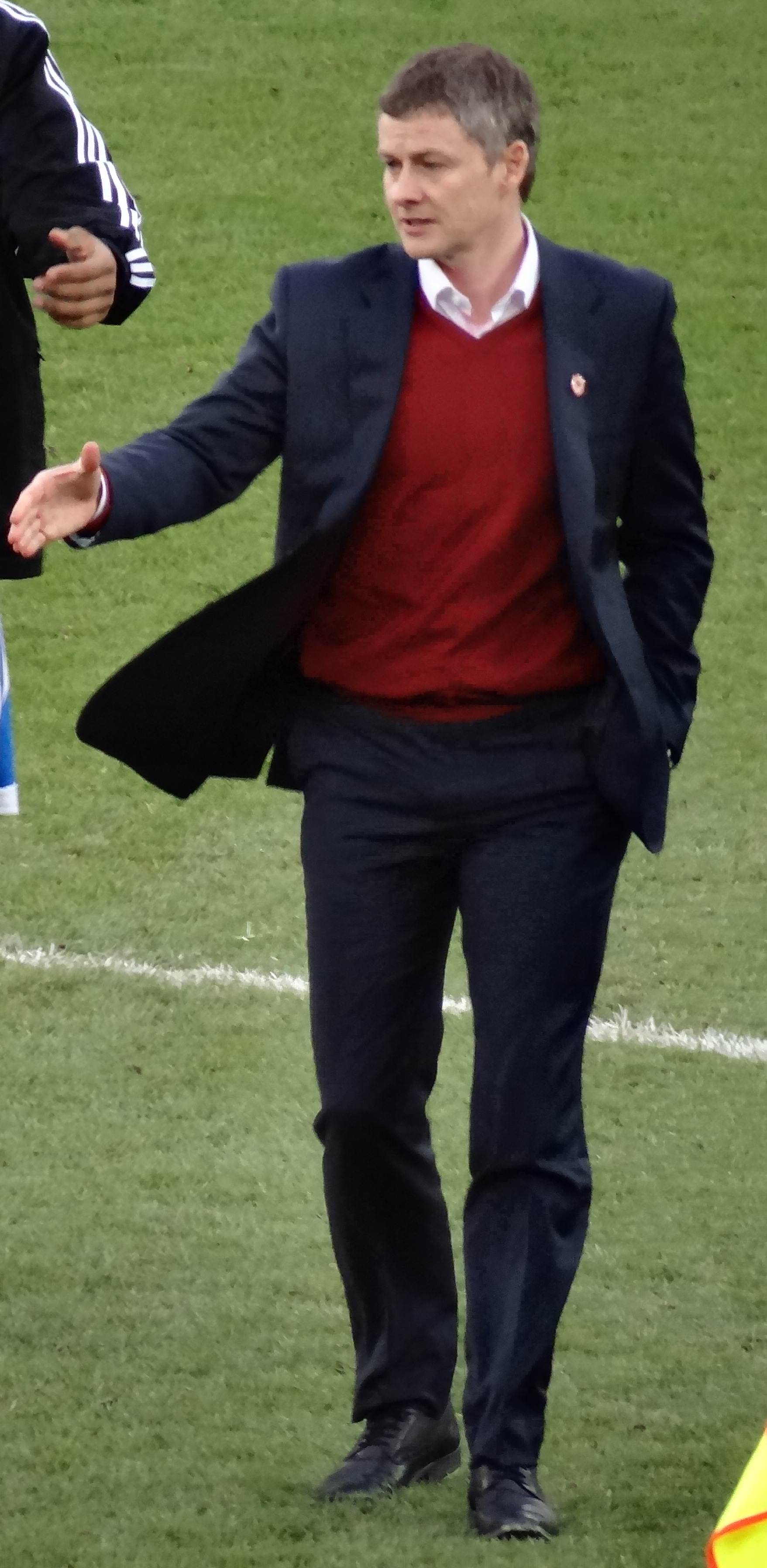
Solskjær alla guida del Cardiff City nel 2014

Il 2 gennaio 2014 è stato ufficialmente annunciato come nuovo manager del Cardiff City. Alla fine del campionato, la squadra retrocesse nella Football League Championship. Cominciò anche la stagione seguente alla guida del club, ma le parti si separarono il 18 settembre dopo appena 2 vittorie e 3 sconfitte con la squadra al diciassettesimo posto.
Il 21 ottobre 2015 ritorna al Molde firmando un contratto valido per i successivi tre anni e mezzo, subentrando ad Erling Moe. Esordisce il giorno seguente nella vittoria per 3-1 contro il Celtic partita valida per il girone di Europa League. Chiude il campionato al sesto posto e in Europa viene eliminato ai sedicesimi di finale dal Siviglia. La stagione seguente viene eliminato al terzo turno nella Coppa di Norvegia dal Stjørdals-Blink e arriva al quinto posto in campionato. Il suo lavoro al Molde non passa inosservato tanto che viene nuovamente contattato dalla federazione norvegese che gli aveva offerto la panchina della nazionale maggiore nel novembre 2016, rifiutando ancora una volta. Il terzo anno alla guida del club norvegese si vede eliminato in semifinale della Coppa di Norvegia dal Lillestrøm per 3-0 e arriva al secondo posto in campionato. Il quarto anno viene subito eliminato al secondo turno della Coppa di Norvegia dal Brattvåg e in UEFA Europa League 2018-2019 viene eliminato ai preliminari dallo Zenit San Pietroburgo. Il campionato lo chiude al secondo posto sempre dietro ai campioni in carica del Rosenborg.

#### Manchester Utd
Il 19 dicembre 2018 torna al Manchester Utd in qualità di allenatore ad interim in sostituzione di José Mourinho. Tre giorni dopo, al debutto, vince in trasferta contro il Cardiff City per 5-1. Si ripete poi contro l'Huddersfield Town, il Bournemouth, il Newcastle Utd, il Tottenham e il Brighton, diventando il primo allenatore nella storia del Manchester United a vincere le prime sei partite di campionato giocate (il precedente primato apparteneva a Matt Busby, che nel 1946 aveva vinto le sue prime 5 gare di campionato da allenatore dei Red Devils). Il 6 marzo 2019, la squadra di Solskjær espugna per 3-1 il Parco dei Principi del PSG, rimontando il 2-0 subito all'Old Trafford e qualificandosi ai quarti di finale di Champions League, a cinque anni dall'ultima volta. Visti gli ottimi risultati conseguiti il 28 marzo 2019 gli è stato rinnovato il contratto per 3 anni. Dalla Champions verrà eliminato ai quarti dal Barcellona, dalla FA Cup esce sempre ai quarti per mano del Wolverhampton mentre in Premier League non va oltre il sesto posto finale qualificandosi per l’Europa League.
L'anno seguente, nonostante un inizio difficile, grazie a un buon girone di ritorno (in particolare nel periodo post-lockdown) arriva 3º in Premier qualificandosi per la Champions mentre dalle coppe nazionali viene eliminato in semifinale (dal Chelsea nella FA Cup e dal Manchester City nella League Cup); il medesimo epilogo è avvenuto in Europa League dov'è stato eliminato dal Siviglia.
Nella stagione 2020-2021, dopo essere uscito ai gironi di Champions arrivando 3º dietro a Paris Saint-Germain e RB Lipsia, raggiunge la finale di Europa League perdendola ai rigori contro il Villarreal. In FA Cup viene eliminato ai quarti dal Leicester City poi campione mentre in Coppa di Lega perde la sfida con il Manchester City in semifinale. Sempre i citizens avranno la meglio in campionato con 12 punti di vantaggio sullo United 2º, nonostante i red devils avessero guadagnato 4 punti nel doppio confronto in campionato con i rivali cittadini.
Il 24 luglio 2021 prolunga il proprio contratto con il Manchester United fino al 2024 con opzione per un altro anno. Tuttavia, il difficoltoso avvio di stagione dei Red Devils, con la squadra prima nel girone di Champions, ma settima in Premier a 12 punti dal Chelsea capolista e già eliminata dalla Coppa di Lega al terzo turno per mano del West Ham Utd, costa l'esonero al tecnico norvegese, comunicato il 20 novembre all'indomani della sconfitta per 4-1 contro il Watford, la quarta nelle ultime 5 partite.

#### Beşiktaş
Dopo oltre quattro anni di assenza dai campi, il 17 gennaio 2025 viene ingaggiato come nuovo allenatore del Beşiktaş, in quel momento sesto nel campionato turco. La prima vittoria arriva alla sua seconda uscita, dopo il pareggio del debutto (1-1 con Samsunspor), il 22 gennaio contro l’Athletic Bilbao (4-1) in Europa League.

## Statistiche

### Presenze e reti nei club
| Stagione                 | Squadra                  | Campionato               | Campionato | Campionato | Coppe nazionali | Coppe nazionali | Coppe nazionali | Coppe continentali | Coppe continentali | Coppe continentali | Altre coppe   | Altre coppe | Altre coppe | Totale | Totale |
| Stagione                 | Squadra                  | Comp                     | Pres       | Reti       | Comp            | Pres            | Reti            | Comp               | Pres               | Reti               | Comp          | Pres        | Reti        | Pres   | Reti   |
| ------------------------ | ------------------------ | ------------------------ | ---------- | ---------- | --------------- | --------------- | --------------- | ------------------ | ------------------ | ------------------ | ------------- | ----------- | ----------- | ------ | ------ |
| 1990                     | Clausenengen             | 3.D                      | ?          | ?          | CN              | ?               | ?               | -                  | -                  | -                  | -             | -           | -           | ?      | ?      |
| 1991                     | Clausenengen             | 3.D                      | ?          | ?          | CN              | ?               | ?               | -                  | -                  | -                  | -             | -           | -           | ?      | ?      |
| 1992                     | Clausenengen             | 3.D                      | ?          | ?          | CN              | ?               | ?               | -                  | -                  | -                  | -             | -           | -           | ?      | ?      |
| 1993                     | Clausenengen             | 3.D                      | ?          | ?          | CN              | ?               | ?               | -                  | -                  | -                  | -             | -           | -           | ?      | ?      |
| 1994                     | Clausenengen             | 2.D                      | ?          | ?          | CN              | ?               | ?               | -                  | -                  | -                  | -             | -           | -           | ?      | ?      |
| Totale Clausenengen      | Totale Clausenengen      | Totale Clausenengen      | ?          | ?          |                 | ?               | ?               |                    | -                  | -                  |               | -           | -           | 109+   | 115+   |
| 1995                     | Molde                    | ES                       | 26         | 20         | CN              | 4               | 6               | CdC                | 4                  | 3                  | -             | -           | -           | 34     | 29     |
| 1996                     | Molde                    | ES                       | 16         | 11         | CN              | 4               | 1               | CU                 | 0                  | 0                  | -             | -           | -           | 20     | 12     |
| Totale Molde             | Totale Molde             | Totale Molde             | 42         | 31         |                 | 8               | 7               |                    | 4                  | 3                  |               | -           | -           | 54     | 41     |
| 1996-1997                | Manchester Utd           | PL                       | 33         | 18         | FACup+CdL       | 3+0             | 0               | UCL                | 10                 | 1                  | -             | -           | -           | 46     | 19     |
| 1997-1998                | Manchester Utd           | PL                       | 22         | 6          | FACup+CdL       | 2+0             | 2               | UCL                | 6                  | 1                  | -             | -           | -           | 30     | 9      |
| 1998-1999                | Manchester Utd           | PL                       | 19         | 12         | FACup+CdL       | 8+3             | 1+3             | UCL                | 6                  | 2                  | CS            | 1           | 0           | 37     | 18     |
| 1999-2000                | Manchester Utd           | PL                       | 28         | 12         | FACup+CdL       | 0+1             | 0               | UCL                | 11                 | 3                  | CS+SU+Int+CmC | 1+1+1+3     | 0           | 46     | 15     |
| 2000-2001                | Manchester Utd           | PL                       | 31         | 10         | FACup+CdL       | 2+2             | 1+2             | UCL                | 11                 | 0                  | CS            | 1           | 0           | 47     | 13     |
| 2001-2002                | Manchester Utd           | PL                       | 30         | 17         | FACup+CdL       | 2+0             | 1               | UCL                | 15                 | 7                  | -             | -           | -           | 47     | 25     |
| 2002-2003                | Manchester Utd           | PL                       | 37         | 9          | FACup+CdL       | 2+4             | 1+1             | UCL                | 14                 | 4                  | -             | -           | -           | 57     | 15     |
| 2003-2004                | Manchester Utd           | PL                       | 13         | 0          | FACup+CdL       | 3+0             | 0               | UCL                | 2                  | 1                  | CS            | 1           | 0           | 19     | 1      |
| 2004-2005                | Manchester Utd           | PL                       | 0          | 0          | FACup+CdL       | 0               | 0               | UCL                | 0                  | 0                  | CS            | 0           | 0           | 0      | 0      |
| 2005-2006                | Manchester Utd           | PL                       | 3          | 0          | FACup+CdL       | 2+0             | 0               | UCL                | 0                  | 0                  | -             | -           | -           | 5      | 0      |
| 2006-2007                | Manchester Utd           | PL                       | 19         | 7          | FACup+CdL       | 6+1             | 2+1             | UCL                | 6                  | 1                  | -             | -           | -           | 32     | 11     |
| Totale Manchester United | Totale Manchester United | Totale Manchester United | 235        | 91         |                 | 41              | 15              |                    | 81                 | 20                 |               | 9           | 0           | 366    | 126    |
| Totale                   | Totale                   | Totale                   | 277+       | 122+       |                 | 49+             | 22+             |                    | 85+                | 23+                |               | 9           | 0           | 529+   | 282+   |

### Presenze e reti in nazionale
| Cronologia completa delle presenze e delle reti in nazionale ― Norvegia | Cronologia completa delle presenze e delle reti in nazionale ― Norvegia | Cronologia completa delle presenze e delle reti in nazionale ― Norvegia | Cronologia completa delle presenze e delle reti in nazionale ― Norvegia | Cronologia completa delle presenze e delle reti in nazionale ― Norvegia | Cronologia completa delle presenze e delle reti in nazionale ― Norvegia | Cronologia completa delle presenze e delle reti in nazionale ― Norvegia | Cronologia completa delle presenze e delle reti in nazionale ― Norvegia |
| Data                                                                    | Città                                                                   | In casa                                                                 | Risultato                                                               | Ospiti                                                                  | Competizione                                                            | Reti                                                                    | Note                                                                    |
| ----------------------------------------------------------------------- | ----------------------------------------------------------------------- | ----------------------------------------------------------------------- | ----------------------------------------------------------------------- | ----------------------------------------------------------------------- | ----------------------------------------------------------------------- | ----------------------------------------------------------------------- | ----------------------------------------------------------------------- |
| 26-11-1995                                                              | Kingston                                                                | Giamaica                                                                | 1 – 1                                                                   | Norvegia                                                                | Amichevole                                                              | 1                                                                       |                                                                         |
| 29-11-1995                                                              | Port of Spain                                                           | Trinidad e Tobago                                                       | 3 – 1                                                                   | Norvegia                                                                | Amichevole                                                              | -                                                                       |                                                                         |
| 27-3-1996                                                               | Belfast                                                                 | Irlanda del Nord                                                        | 0 – 2                                                                   | Norvegia                                                                | Amichevole                                                              | 1                                                                       |                                                                         |
| 24-4-1996                                                               | Oslo                                                                    | Norvegia                                                                | 0 – 0                                                                   | Spagna                                                                  | Amichevole                                                              | -                                                                       |                                                                         |
| 2-6-1996                                                                | Oslo                                                                    | Norvegia                                                                | 5 – 0                                                                   | Azerbaigian                                                             | Amichevole                                                              | 2                                                                       |                                                                         |
| 1-9-1996                                                                | Oslo                                                                    | Norvegia                                                                | 1 – 0                                                                   | Georgia                                                                 | Amichevole                                                              | -                                                                       |                                                                         |
| 9-10-1996                                                               | Oslo                                                                    | Norvegia                                                                | 3 – 0                                                                   | Ungheria                                                                | Qual. Mondiali 1998                                                     | -                                                                       |                                                                         |
| 10-11-1996                                                              | Berna                                                                   | Svizzera                                                                | 0 – 1                                                                   | Norvegia                                                                | Qual. Mondiali 1998                                                     | -                                                                       |                                                                         |
| 29-3-1997                                                               | Dubai                                                                   | Emirati Arabi Uniti                                                     | 1 – 4                                                                   | Norvegia                                                                | Amichevole                                                              | -                                                                       |                                                                         |
| 30-4-1997                                                               | Oslo                                                                    | Norvegia                                                                | 1 – 1                                                                   | Finlandia                                                               | Qual. Mondiali 1998                                                     | 1                                                                       |                                                                         |
| 25-3-1998                                                               | Bruxelles                                                               | Belgio                                                                  | 2 – 2                                                                   | Norvegia                                                                | Amichevole                                                              | 1                                                                       |                                                                         |
| 20-5-1998                                                               | Oslo                                                                    | Norvegia                                                                | 5 – 2                                                                   | Messico                                                                 | Amichevole                                                              | -                                                                       |                                                                         |
| 27-5-1998                                                               | Oslo                                                                    | Norvegia                                                                | 6 – 0                                                                   | Arabia Saudita                                                          | Amichevole                                                              | 2                                                                       |                                                                         |
| 10-6-1998                                                               | Montpellier                                                             | Norvegia                                                                | 2 – 1                                                                   | Marocco                                                                 | Mondiali 1998 - 1º turno                                                | -                                                                       |                                                                         |
| 23-6-1998                                                               | Marsiglia                                                               | Norvegia                                                                | 2 – 1                                                                   | Brasile                                                                 | Mondiali 1998 - 1º turno                                                | -                                                                       |                                                                         |
| 27-6-1998                                                               | Marsiglia                                                               | Norvegia                                                                | 0 – 1                                                                   | Italia                                                                  | Mondiali 1998 - Ottavi di finale                                        | -                                                                       |                                                                         |
| 19-8-1998                                                               | Oslo                                                                    | Norvegia                                                                | 0 – 0                                                                   | Romania                                                                 | Amichevole                                                              | -                                                                       |                                                                         |
| 6-9-1998                                                                | Oslo                                                                    | Norvegia                                                                | 1 – 3                                                                   | Lettonia                                                                | Qual. Euro 2000                                                         | -                                                                       |                                                                         |
| 14-10-1998                                                              | Oslo                                                                    | Norvegia                                                                | 2 – 2                                                                   | Albania                                                                 | Qual. Euro 2000                                                         | -                                                                       |                                                                         |
| 10-2-1999                                                               | Pisa                                                                    | Italia                                                                  | 0 – 0                                                                   | Norvegia                                                                | Amichevole                                                              | -                                                                       |                                                                         |
| 27-3-1999                                                               | Atene                                                                   | Grecia                                                                  | 0 – 2                                                                   | Norvegia                                                                | Qual. Euro 2000                                                         | 2                                                                       |                                                                         |
| 28-4-1999                                                               | Tbilisi                                                                 | Georgia                                                                 | 1 – 4                                                                   | Norvegia                                                                | Qual. Euro 2000                                                         | 1                                                                       |                                                                         |
| 18-8-1999                                                               | Oslo                                                                    | Norvegia                                                                | 1 – 0                                                                   | Lituania                                                                | Amichevole                                                              | -                                                                       |                                                                         |
| 4-9-1999                                                                | Oslo                                                                    | Norvegia                                                                | 1 – 0                                                                   | Grecia                                                                  | Qual. Euro 2000                                                         | -                                                                       |                                                                         |
| 8-9-1999                                                                | Oslo                                                                    | Norvegia                                                                | 4 – 0                                                                   | Slovenia                                                                | Qual. Euro 2000                                                         | 1                                                                       |                                                                         |
| 9-10-1999                                                               | Oslo                                                                    | Norvegia                                                                | 2 – 1                                                                   | Lettonia                                                                | Qual. Euro 2000                                                         | 1                                                                       |                                                                         |
| 14-11-1999                                                              | Oslo                                                                    | Norvegia                                                                | 0 – 1                                                                   | Germania                                                                | Amichevole                                                              | -                                                                       |                                                                         |
| 29-3-2000                                                               | Lugano                                                                  | Svizzera                                                                | 2 – 2                                                                   | Norvegia                                                                | Amichevole                                                              | -                                                                       |                                                                         |
| 26-4-2000                                                               | Oslo                                                                    | Norvegia                                                                | 0 – 2                                                                   | Belgio                                                                  | Amichevole                                                              | -                                                                       |                                                                         |
| 27-5-2000                                                               | Oslo                                                                    | Norvegia                                                                | 2 – 0                                                                   | Slovacchia                                                              | Amichevole                                                              | 1                                                                       |                                                                         |
| 3-6-2000                                                                | Oslo                                                                    | Norvegia                                                                | 1 – 0                                                                   | Italia                                                                  | Amichevole                                                              | -                                                                       |                                                                         |
| 13-6-2000                                                               | Rotterdam                                                               | Spagna                                                                  | 0 – 1                                                                   | Norvegia                                                                | Euro 2000 - 1º turno                                                    | -                                                                       |                                                                         |
| 18-6-2000                                                               | Liegi                                                                   | Jugoslavia                                                              | 1 – 0                                                                   | Norvegia                                                                | Euro 2000 - 1º turno                                                    | -                                                                       |                                                                         |
| 21-6-2000                                                               | Arnhem                                                                  | Slovenia                                                                | 0 – 0                                                                   | Norvegia                                                                | Euro 2000 - 1º turno                                                    | -                                                                       |                                                                         |
| 2-9-2000                                                                | Oslo                                                                    | Norvegia                                                                | 0 – 0                                                                   | Armenia                                                                 | Qual. Mondiali 2002                                                     | -                                                                       |                                                                         |
| 7-10-2000                                                               | Cardiff                                                                 | Galles                                                                  | 1 – 1                                                                   | Norvegia                                                                | Qual. Mondiali 2002                                                     | -                                                                       |                                                                         |
| 11-10-2000                                                              | Oslo                                                                    | Norvegia                                                                | 0 – 1                                                                   | Ucraina                                                                 | Qual. Mondiali 2002                                                     | -                                                                       |                                                                         |
| 28-2-2001                                                               | Belfast                                                                 | Irlanda del Nord                                                        | 0 – 4                                                                   | Norvegia                                                                | Amichevole                                                              | -                                                                       |                                                                         |
| 24-3-2001                                                               | Oslo                                                                    | Norvegia                                                                | 2 – 3                                                                   | Polonia                                                                 | Qual. Mondiali 2002                                                     | 1                                                                       |                                                                         |
| 28-3-2001                                                               | Minsk                                                                   | Bielorussia                                                             | 2 – 1                                                                   | Norvegia                                                                | Qual. Mondiali 2002                                                     | 1                                                                       |                                                                         |
| 25-4-2001                                                               | Oslo                                                                    | Norvegia                                                                | 2 – 1                                                                   | Bulgaria                                                                | Amichevole                                                              | -                                                                       | cap.                                                                    |
| 15-8-2001                                                               | Oslo                                                                    | Norvegia                                                                | 1 – 1                                                                   | Turchia                                                                 | Amichevole                                                              | 1                                                                       |                                                                         |
| 1-9-2001                                                                | Chorzów                                                                 | Polonia                                                                 | 3 – 0                                                                   | Norvegia                                                                | Qual. Mondiali 2002                                                     | -                                                                       |                                                                         |
| 5-9-2001                                                                | Oslo                                                                    | Norvegia                                                                | 3 – 2                                                                   | Galles                                                                  | Qual. Mondiali 2002                                                     | -                                                                       |                                                                         |
| 13-2-2002                                                               | Bruxelles                                                               | Belgio                                                                  | 1 – 0                                                                   | Norvegia                                                                | Amichevole                                                              | -                                                                       |                                                                         |
| 17-4-2002                                                               | Oslo                                                                    | Norvegia                                                                | 0 – 0                                                                   | Svezia                                                                  | Amichevole                                                              | -                                                                       |                                                                         |
| 14-5-2002                                                               | Oslo                                                                    | Norvegia                                                                | 3 – 0                                                                   | Giappone                                                                | Amichevole                                                              | 1                                                                       |                                                                         |
| 22-5-2002                                                               | Bodø                                                                    | Norvegia                                                                | 1 – 1                                                                   | Islanda                                                                 | Amichevole                                                              | 1                                                                       |                                                                         |
| 21-8-2002                                                               | Oslo                                                                    | Norvegia                                                                | 0 – 1                                                                   | Paesi Bassi                                                             | Amichevole                                                              | -                                                                       |                                                                         |
| 7-9-2002                                                                | Oslo                                                                    | Norvegia                                                                | 2 – 2                                                                   | Danimarca                                                               | Qual. Euro 2004                                                         | -                                                                       |                                                                         |
| 12-10-2002                                                              | Bucarest                                                                | Romania                                                                 | 0 – 1                                                                   | Norvegia                                                                | Qual. Euro 2004                                                         | -                                                                       |                                                                         |
| 16-10-2002                                                              | Oslo                                                                    | Norvegia                                                                | 2 – 0                                                                   | Bosnia ed Erzegovina                                                    | Qual. Euro 2004                                                         | -                                                                       |                                                                         |
| 20-11-2002                                                              | Vienna                                                                  | Austria                                                                 | 0 – 1                                                                   | Norvegia                                                                | Amichevole                                                              | -                                                                       | cap.                                                                    |
| 12-2-2003                                                               | Candia                                                                  | Grecia                                                                  | 1 – 0                                                                   | Norvegia                                                                | Amichevole                                                              | -                                                                       | cap.                                                                    |
| 2-4-2003                                                                | Lussemburgo                                                             | Lussemburgo                                                             | 0 – 2                                                                   | Norvegia                                                                | Qual. Euro 2004                                                         | 1                                                                       |                                                                         |
| 22-5-2003                                                               | Oslo                                                                    | Norvegia                                                                | 2 – 0                                                                   | Finlandia                                                               | Amichevole                                                              | -                                                                       | cap.                                                                    |
| 7-6-2003                                                                | Copenaghen                                                              | Danimarca                                                               | 0 – 1                                                                   | Norvegia                                                                | Qual. Euro 2004                                                         | -                                                                       | cap.                                                                    |
| 11-6-2003                                                               | Oslo                                                                    | Norvegia                                                                | 1 – 1                                                                   | Romania                                                                 | Qual. Euro 2004                                                         | 1                                                                       |                                                                         |
| 20-8-2003                                                               | Oslo                                                                    | Norvegia                                                                | 0 – 0                                                                   | Scozia                                                                  | Amichevole                                                              | -                                                                       |                                                                         |
| 6-9-2003                                                                | Zenica                                                                  | Bosnia ed Erzegovina                                                    | 1 – 0                                                                   | Norvegia                                                                | Qual. Euro 2004                                                         | -                                                                       |                                                                         |
| 28-4-2004                                                               | Oslo                                                                    | Norvegia                                                                | 3 – 2                                                                   | Russia                                                                  | Amichevole                                                              | -                                                                       |                                                                         |
| 27-5-2004                                                               | Oslo                                                                    | Norvegia                                                                | 0 – 0                                                                   | Galles                                                                  | Amichevole                                                              | -                                                                       |                                                                         |
| 16-8-2006                                                               | Oslo                                                                    | Norvegia                                                                | 1 – 1                                                                   | Brasile                                                                 | Amichevole                                                              | -                                                                       |                                                                         |
| 2-9-2006                                                                | Budapest                                                                | Ungheria                                                                | 1 – 4                                                                   | Norvegia                                                                | Qual. Euro 2008                                                         | 2                                                                       |                                                                         |
| 6-9-2006                                                                | Oslo                                                                    | Norvegia                                                                | 2 – 0                                                                   | Moldavia                                                                | Qual. Euro 2008                                                         | -                                                                       |                                                                         |
| 7-10-2006                                                               | Atene                                                                   | Grecia                                                                  | 1 – 0                                                                   | Norvegia                                                                | Qual. Euro 2008                                                         | -                                                                       |                                                                         |
| 7-2-2007                                                                | Fiume                                                                   | Croazia                                                                 | 2 – 1                                                                   | Norvegia                                                                | Amichevole                                                              | -                                                                       |                                                                         |
| Totale                                                                  |                                                                         | Presenze                                                                | 67                                                                      |                                                                         | Reti (7º posto)                                                         | 23                                                                      |                                                                         |

### Statistiche da allenatore
| Stagione              | Squadra               | Campionato            | Campionato | Campionato | Campionato | Campionato | Coppe nazionali | Coppe nazionali | Coppe nazionali | Coppe nazionali | Coppe nazionali | Coppe continentali | Coppe continentali | Coppe continentali | Coppe continentali | Coppe continentali | Altre coppe | Altre coppe | Altre coppe | Altre coppe | Altre coppe | Totale | Totale | Totale | Totale | % Vittorie | Piazzamento      |
| Stagione              | Squadra               | Comp                  | G          | V          | N          | P          | Comp            | G               | V               | N               | P               | Comp               | G                  | V                  | N                  | P                  | Comp        | G           | V           | N           | P           | G      | V      | N      | P      | %          | Piazzamento      |
| --------------------- | --------------------- | --------------------- | ---------- | ---------- | ---------- | ---------- | --------------- | --------------- | --------------- | --------------- | --------------- | ------------------ | ------------------ | ------------------ | ------------------ | ------------------ | ----------- | ----------- | ----------- | ----------- | ----------- | ------ | ------ | ------ | ------ | ---------- | ---------------- |
| 2011                  | Molde                 | E                     | 30         | 17         | 7          | 6          | CN              | 5               | 4               | 0               | 1               | -                  | -                  | -                  | -                  | -                  | -           | -           | -           | -           | -           | 35     | 21     | 7      | 7      | 60,00      | 1º               |
| 2012                  | Molde                 | E                     | 30         | 19         | 5          | 6          | CN              | 6               | 5               | 0               | 1               | UCL+UEL            | 4+8                | 1+4                | 2+0                | 1+4                | SN          | 1           | 1           | 0           | 0           | 49     | 30     | 7      | 12     | 61,22      | 1º               |
| 2013                  | Molde                 | E                     | 30         | 12         | 8          | 10         | CN              | 7               | 5               | 2               | 0               | UCL+UEL            | 4+2                | 2+0                | 2+0                | 0+2                | -           | -           | -           | -           | -           | 43     | 19     | 12     | 12     | 44,19      | 6º               |
| gen.-giu. 2014        | Cardiff City          | PL                    | 18         | 3          | 3          | 12         | FACup+CdL       | 3+0             | 2               | 0               | 1               | -                  | -                  | -                  | -                  | -                  | -           | -           | -           | -           | -           | 21     | 5      | 3      | 13     | 23,81      | Sub. 20º (retr.) |
| lug.-ago. 2014        | Cardiff City          | FLC                   | 7          | 2          | 2          | 3          | FACup+CdL       | 0+2             | 2               | 0               | 0               | -                  | -                  | -                  | -                  | -                  | -           | -           | -           | -           | -           | 9      | 4      | 2      | 3      | 44,44      | Eson.            |
| Totale Cardiff City   | Totale Cardiff City   | Totale Cardiff City   | 25         | 5          | 5          | 15         |                 | 5               | 4               | 0               | 1               |                    | -                  | -                  | -                  | -                  |             | -           | -           | -           | -           | 30     | 9      | 5      | 16     | 30,00      |                  |
| ott.-dic. 2015        | Molde                 | E                     | 3          | 3          | 0          | 0          | CN              | -               | -               | -               | -               | UEL                | 4                  | 2                  | 1                  | 1                  | -           | -           | -           | -           | -           | 7      | 5      | 1      | 1      | 71,43      | Sub. 6º          |
| 2016                  | Molde                 | E                     | 30         | 13         | 6          | 11         | CN              | 3               | 2               | 0               | 1               | UEL                | 2                  | 1                  | 0                  | 1                  | -           | -           | -           | -           | -           | 35     | 16     | 6      | 13     | 45,71      | 5º               |
| 2017                  | Molde                 | E                     | 30         | 16         | 6          | 8          | CN              | 6               | 5               | 0               | 1               | -                  | -                  | -                  | -                  | -                  | -           | -           | -           | -           | -           | 36     | 21     | 6      | 9      | 58,33      | 2º               |
| 2018                  | Molde                 | E                     | 30         | 18         | 5          | 7          | CN              | 2               | 1               | 0               | 1               | UEL                | 8                  | 5                  | 1                  | 2                  | -           | -           | -           | -           | -           | 40     | 24     | 6      | 10     | 60,00      | 2º               |
| Totale Molde          | Totale Molde          | Totale Molde          | 183        | 98         | 37         | 48         |                 | 29              | 22              | 2               | 5               |                    | 32                 | 15                 | 6                  | 11                 |             | 1           | 1           | 0           | 0           | 245    | 136    | 45     | 64     | 55,51      |                  |
| gen.-giu. 2019        | Manchester Utd        | PL                    | 21         | 12         | 4          | 5          | FACup+CdL       | 4+0             | 3               | 0               | 1               | UCL                | 4                  | 1                  | 0                  | 3                  | -           | -           | -           | -           | -           | 29     | 16     | 4      | 9      | 55,17      | Sub. 6º          |
| 2019-2020             | Manchester Utd        | PL                    | 38         | 18         | 12         | 8          | FACup+CdL       | 6+5             | 4+3             | 1+1             | 1+1             | UEL                | 12                 | 8                  | 2                  | 2                  | -           | -           | -           | -           | -           | 61     | 33     | 16     | 12     | 54,10      | 3º               |
| 2020-2021             | Manchester Utd        | PL                    | 38         | 21         | 11         | 6          | FACup+CdL       | 4+4             | 3+3             | 0+0             | 1+1             | UCL+UEL            | 6+9                | 3+5                | 0+3                | 3+1                | -           | -           | -           | -           | -           | 61     | 35     | 14     | 12     | 57,38      | 2º               |
| lug.-nov. 2021        | Manchester Utd        | PL                    | 12         | 5          | 2          | 5          | FACup+CdL       | 0+1             | 0               | 0               | 1               | UCL                | 4                  | 2                  | 1                  | 1                  | -           | -           | -           | -           | -           | 17     | 7      | 3      | 7      | 41,18      | Eson.            |
| Totale Manchester Utd | Totale Manchester Utd | Totale Manchester Utd | 109        | 56         | 29         | 24         |                 | 24              | 16              | 2               | 6               |                    | 35                 | 19                 | 6                  | 10                 |             | -           | -           | -           | -           | 168    | 91     | 37     | 40     | 54,17      |                  |
| gen.-giu. 2025        | Beşiktaş              | SL                    | 11         | 5          | 3          | 3          | TK              | 3               | 2               | 0               | 1               | UEL                | 2                  | 1                  | 0                  | 1                  | ST          | -           | -           | -           | -           | 16     | 8      | 3      | 5      | 50,00      | Sub. 4º          |
| 2025-2026             | Beşiktaş              | SL                    | 0          | 0          | 0          | 0          | TK              | 0               | 0               | 0               | 0               | UEL+UECL           | 2+0                | 0+0                | 0+0                | 2+0                | -           | -           | -           | -           | -           | 2      | 0      | 0      | 2      | &0,00      |                  |
| Totale Besiktas       | Totale Besiktas       | Totale Besiktas       | 11         | 5          | 3          | 3          |                 | 3               | 2               | 0               | 1               |                    | 4                  | 1                  | 0                  | 3                  |             | -           | -           | -           | -           | 18     | 8      | 3      | 7      | 44,44      |                  |
| Totale carriera       | Totale carriera       | Totale carriera       | 328        | 164        | 74         | 90         |                 | 61              | 44              | 4               | 13              |                    | 71                 | 35                 | 12                 | 24                 |             | 1           | 1           | 0           | 0           | 461    | 244    | 90     | 127    | 52,93      |                  |

## Palmarès

### Calciatore

#### Competizioni nazionali
- Community Shield: 4

Manchester United: 1996, 1997, 2003, 2007
- Campionato inglese: 6

Manchester United: 1996-1997, 1998-1999, 1999-2000, 2000-2001, 2002-2003, 2006-2007
- Coppa d'Inghilterra: 2

Manchester United: 1998-1999, 2003-2004
- Coppa di Lega inglese: 1

Manchester United: 2005-2006

#### Competizioni internazionali
- UEFA Champions League: 1

Manchester United: 1998-1999
- Coppa intercontinentale: 1

Manchester United: 1999

### Allenatore
- Campionato norvegese: 2

Molde: 2010-2011, 2011-2012
- Supercoppa norvegese: 1

Molde: 2012
- Coppa norvegese: 1

Molde: 2012-2013